# Руденко, Владимир Михайлович
Владимир Михайлович Руденко (18 февраля 1926 — 5 мая 2014) — российский и советский музыкант, баянист, композитор. Заслуженный артист РСФСР (1976). Член Союза композиторов России (с 2006 года), почётный гражданин города Лиски Воронежской области (1982).

## Биография
Владимир Михайлович Руденко родился 18 февраля 1926 года в слободе Лиски Острогожского уезда.
В 1948 году завершил обучение на отделение народных инструментов в Воронежском музыкальном училище.
Вся его трудовая деятельность связана с музыкой. С 1946 по 1948 годы работал в Воронежском ансамбле профобразования солистом-баянистом, затем с 1948 года баянистом. В 1973 году стал руководить оркестром народных инструментов, а затем с 1978 по 1986 годы был концертмейстером оркестра. Воронежскому русскому народному хору Владимир Михайлович отдал более 40 лет своей трудовой жизни.
За годы творческой деятельности с участием Руденко были созданы десятки хоров. Автор более 200 песен на стихи отечественных поэтов, плясовых наигрышей и других музыкальных произведений. Его произведения публиковались с 1949 года. Песни «Даешь Амур, „Под Воронежем у нас“, даешь Байкал», «Когда поет Мордасова Мария» и другие, «Край наш Воронежский», а также ряд сочинений для баяна стали постоянным репертуаром различных народных ансамблей, произведены записи на музыкальные носители. В содружестве с Марией Мордасовой были созданы ряд частушечных наигрышей и обработок.
В 1976 году был удостоен звания «Заслуженный артист РСФСР». В 1982 году стал почётным гражданином города Лиски Воронежской области.
Проживал в Воронеже. Умер 5 мая 2014 года. Похоронен на Коминтрновском кладбище.
Брат баяниста Ивана Михайловича Руденко, деверь Марии Николаевны Мордасовой.

## Награды
- Орден Трудового Красного Знамени,
- Орден «Знак Почёта»,
- Медаль «Ветеран труда»,
- Заслуженный артист РСФСР,
- Заслуженный работник культуры РСФСР.
- Почётный гражданин города Лиски Воронежской области.

## Ссылка
- Владимир Михайлович Руденко